# Kemmu

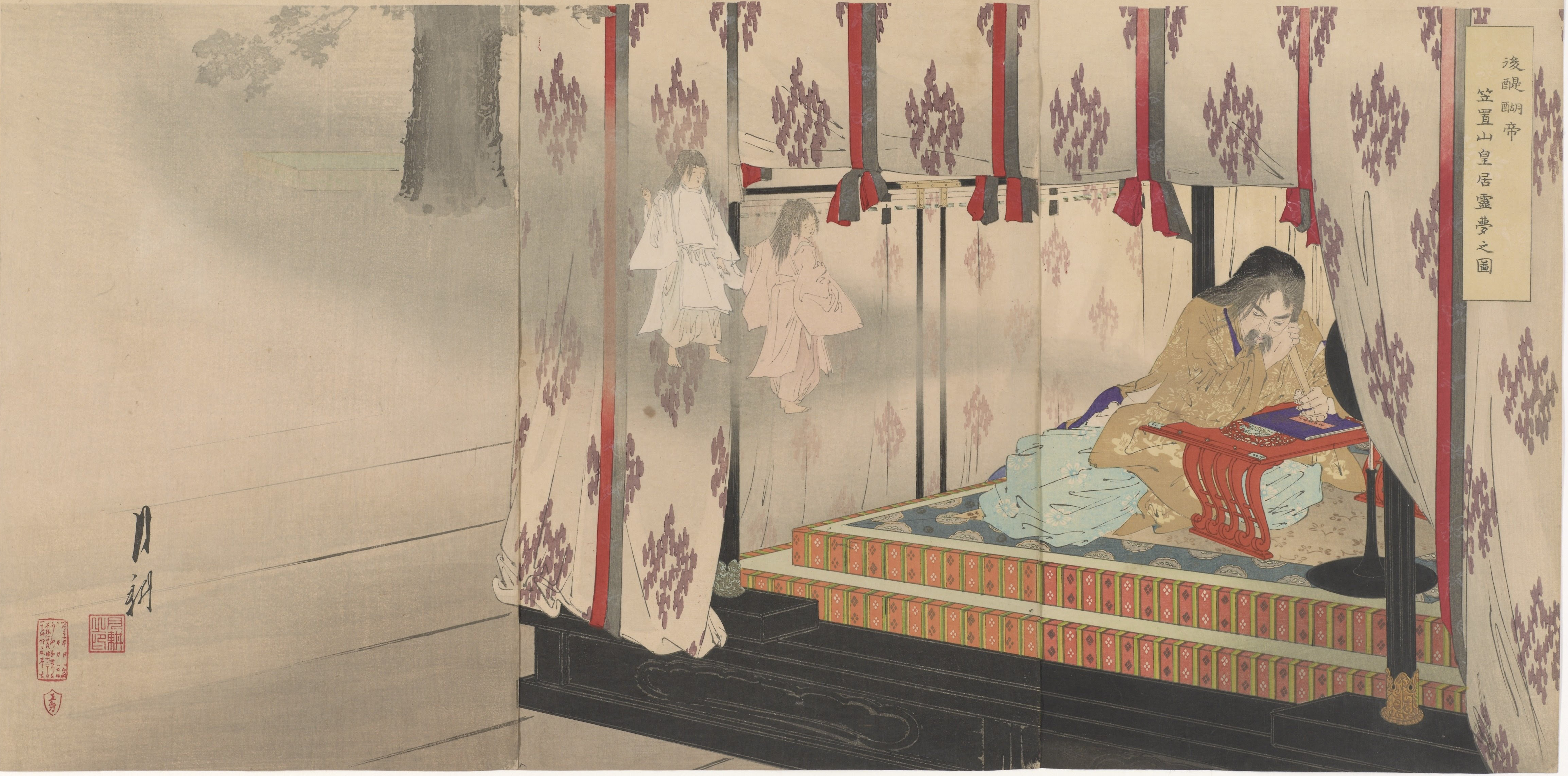
Kejsare Go-Daigo drömmer mardrömmar på en målning av Gekko Ogata. Go-Daigo misslyckades med att göra slut på shogunatet med sin så kallade Kemmu-restauration.

Kemmu (japanska: 康応?, Kenmu), 1334–1336/1338, är en period i den japanska tideräkningen som avslutar Kamakura-eran. Då delades Japan mellan två rivaliserande troner. Norra tronen saknade egentlig regering under några år. Åren mellan 1332 och 1336 kallades Shōkei av tronpretendenterna i norr, och åren 1334 till 1336 för Kenmu, men det är först under följde period, Ryakuō, när den förste Ashikaga-shogunen erkänner kejsaren, som hovet där får någon legitimitet. I söder avslutas Kenmu 1336.
Kejsare vid den södra tronen var Go-Daigo, som då genomdrev den så kallade Kemmurestaurationen, för att stärka kejsarens makt och göra slut på det långa militärstyret. Snart återupprättades dock shogunatet, och militärdiktaturen fortsatte under en ny familj, Ashikaga.